# Diversidad sexual en Niue
Las personas lesbianas, gays, bisexuales y transgénero (LGBT) en Niue enfrentan desafíos legales que no experimentan los residentes no LGBT. La actividad sexual masculina entre personas del mismo sexo es legal en Niue desde 2024, y no hay ningún caso reciente de que se haya perseguido activamente. Las parejas del mismo sexo y los hogares encabezados por parejas del mismo sexo no son elegibles para las mismas protecciones legales disponibles para los matrimonios heterosexuales.

## Historia
Al igual que las Islas Cook, Samoa, Tokelau y Nueva Zelanda, Niue posee una población tradicional de tercer género: los fiafifine (también conocidos como fakafifine). Tradicionalmente han sido aceptados por la sociedad de Niue y desempeñarían un importante papel doméstico en la vida comunitaria.
En 2007, durante una reunión de delegados de todo el Pacífico en Māngere, Nueva Zelanda, un fiafifine local denunció la discriminación y el estigma que enfrentaba la comunidad fiafifine: "Nuestras comunidades eran una parte aceptada de la vida y la cultura del Pacífico antes de la colonización occidental, pero han sido objeto de mucho estigma y discriminación en tiempos más recientes".

## Leyes relativas a la actividad sexual entre personas del mismo sexo

### Código Penal
La actividad homosexual masculina anteriormente era ilegal en Niue, pero fue despenalizada por la Asamblea de Niue en junio de 2024. La sodomía masculina consentida se castigaba con hasta diez años de prisión, mientras que la indecencia entre hombres se castigaba con hasta cinco años de prisión. Hasta 2024, Niue era oficialmente la única parte del Reino de Nueva Zelanda que todavía penaliza formalmente el sexo gay desde que las Islas Cook lo legalizó en 2023.

43 Sodomía

(1) Todo aquel que cometa sodomía con un ser humano o con cualquier otro ser viviente, será castigado con pena de prisión de diez años.
(2) Esta infracción se completa con la penetración.
44 Intentos de sodomía y atentados indecentes a varones

(1) Será castigado con pena de prisión de cinco años quien:
(a) Intente cometer sodomía; o
(b) Agrede a cualquier persona con intención de cometer sodomía; o
(c) Por ser varón, agreda indecentemente a cualquier otra persona del sexo masculino.
(2) No constituye defensa ante un cargo de agresión al pudor contra un hombre de cualquier edad que haya dado su consentimiento para el acto de indecencia.

## Reconocimiento de las relaciones entre personas del mismo sexo
Las uniones entre personas del mismo sexo no están reconocidas (aunque sí en Nueva Zelanda). El Código de Derecho de Familia de 2007 no prohíbe expresamente los matrimonios entre personas del mismo sexo, pero generalmente supone que las partes son del sexo opuesto. La ley prohíbe los matrimonios dentro de los grados de consanguinidad y los matrimonios en los que la esposa tiene menos de 15 años y el marido menos de 18 años, pero no menciona a las parejas del mismo sexo. Los matrimonios son registrados por el Secretario del Tribunal Superior (Letititala he Fakafiliaga Lahi), o cualquier ministro de religión u otra persona que haya sido designada como funcionario matrimonial.

## Condiciones de vida
Al igual que en el resto de la Polinesia, las muestras abiertas de afecto entre parejas, independientemente de su orientación sexual, pueden resultar ofensivas.